# 楚帝后
皇后李氏（？—？），赵郡平棘人，北齊楚恭哀帝高儼妻，李祖娥之弟光禄勋、竟陵王李祖欽的女兒，一姐妹为齐后主左娥英。
李氏事跡不詳，只知她嫁與當時為瑯邪王的高儼，後來高儼被追封楚恭哀帝，她也尊封為楚帝后，住在宣則宮。北齊滅亡後，李氏嫁給別人，後事不詳。